# Рашид ибн Саид Аль Мактум
Рашид ибн Саид Аль Мактум (араб. راشد بن سعيد آل مكتوم) или Рашид II (11 июня 1912, Дубай — 7 октября 1990, Дубай) — шейх (с 1958 года) и первый эмир Дубая (с 1971 года) из династии Аль Мактум.

## Биография
Источники расходятся относительно года его рождения, и наиболее вероятно, что он родился в 1912 году. Он был старшим сыном шейха Дубая Саида ибн Мактума. Вырос в районе Шиндагха. Уже в юности начал заниматься политической и хозяйственной деятельностью. Рано распознав огромный экономический потенциал Дубая, всячески способствовал его процветанию. С 1939 наследный принц. С 1958 шейх Дубая.
Занимался организацией расчистки прибрежных вод Дубая с тем, чтобы проложить здесь удобный судоходный фарватер. Построил первое современное шоссе в Дубае, мост Аль-Мактум (1963), глубоководную гавань Порт-Рашид (1967—1972), вторую гавань в Джебель-Али (крупнейшую в мире искусственную гавань), Всемирный торговый центр в Дубае. Создатель зоны свободной торговли в Джебель-Али. В 1963 издал указ о создании первого национального банка, National Bank of Dubai Limited, с капиталом в один миллион фунтов стерлингов, прекратив монополию иностранных банков.
Знаменитой стала его фраза, обозначившая период экономических реформ в Дубае: «Мой дед ездил на верблюде, мой отец ездил на верблюде, я езжу на Мерседесе, мой сын ездит на Лэнд Ровере, его сын будет ездить на Лэнд Ровере, но его сын будет ездить на верблюде».
18 февраля 1968 года в специально разбитом в пустыне палаточном лагере шейх Рашид ибн Саид встретился с шейхом Абу-Даби Заидом ибн Султаном Аль Нахайяном, где они пришли к принципиальной договорённости о создании федерации Абу-Даби и Дубая («Union Accord»), ставшей краеугольным камнем для учреждения ОАЭ. В его дворце, в Дубае, 2 декабря 1971 года встретились правители Абу-Даби, Дубая, Шарджи, Аджмана, Фуджейры и наследный принц Умм-эль-Кайвайна для подписания временной конституции Объединённых Арабских Эмиратов.

## Личная жизнь
Увлекался охотой и разведением охотничьих соколов.
Имел четырёх сыновей:
- шейх Мактум ибн Рашид Аль Мактум (1943 — 4 января 2006), эмир Дубая в 1990—2006
- шейх Хамдан ибн Рашид Аль Мактум (25 декабря 1945 — 24 марта 2021), министр финансов и индустрии ОАЭ в 1971—2021, заместитель эмира Дубая 2006—2021
- шейх Мохаммед ибн Рашид Аль Мактум (род. 15 июля 1949), эмир Дубая, премьер-министр, министр обороны и вице-президент ОАЭ с 2006 года
- шейх Ахмад ибн Рашид Аль Мактум (род. 12 июля 1956), бизнесмен